# Лоје
Лоје (словен. Loje, итал. Loia) је насељено место у општини Толмин, Горишка регија, Словенија.

## Историја
До територијалне реорганизације у Словенији било је у саставу старе општине Толмин.

## Становништво
У попису становништва из 2011. године, Лоје је имало 10 становника.
| Број становника према пописима | Број становника према пописима | Број становника према пописима |
| ------------------------------ | ------------------------------ | ------------------------------ |
| 1991                           | 2002                           | 2011                           |
| 8                              | 7                              | 10                             |

Напомена: Године 2004. извршена је мала размена територије између насеља Кнешке Равне, Лоје и Села над Подмелцем.